# 哈药路
哈药路是黑龙江省哈尔滨市道里区的一条马路。道路地势西北低东南高，地势最高点位于与民安街交界处。

## 历史
哈药路在2003年9月之前为1910年通车的共乐街(民安街至前进路)和河图街(前进路至友谊路)组成，全长2公里，由于哈药集团在2003年7月出资参与了共乐街和河图街的改造工程，故在2003年9月27日改造结束后冠名为哈药路，期限共15年。其中前进路至友谊路段已成为哈尔滨二环路的一部分。

## 沿线设施
(自西北至东南)
- 哈尔滨松花江公路大桥
- 哈尔滨爱尔眼科医院